# Thời đại đồ sắt
Trong khảo cổ học, thời đại đồ sắt là một giai đoạn trong phát triển của loài người, trong đó việc sử dụng các dụng cụ bằng sắt như là các công cụ và vũ khí là nổi bật. Việc chấp nhận loại vật liệu này trùng khớp với các thay đổi khác trong một số cộng đồng xã hội trong quá khứ, thông thường bao gồm các tập quán canh tác nông nghiệp, các niềm tin tín ngưỡng và các kiểu thẩm mỹ khác biệt nhau, mặc dù nó không phải là luôn luôn như vậy. 

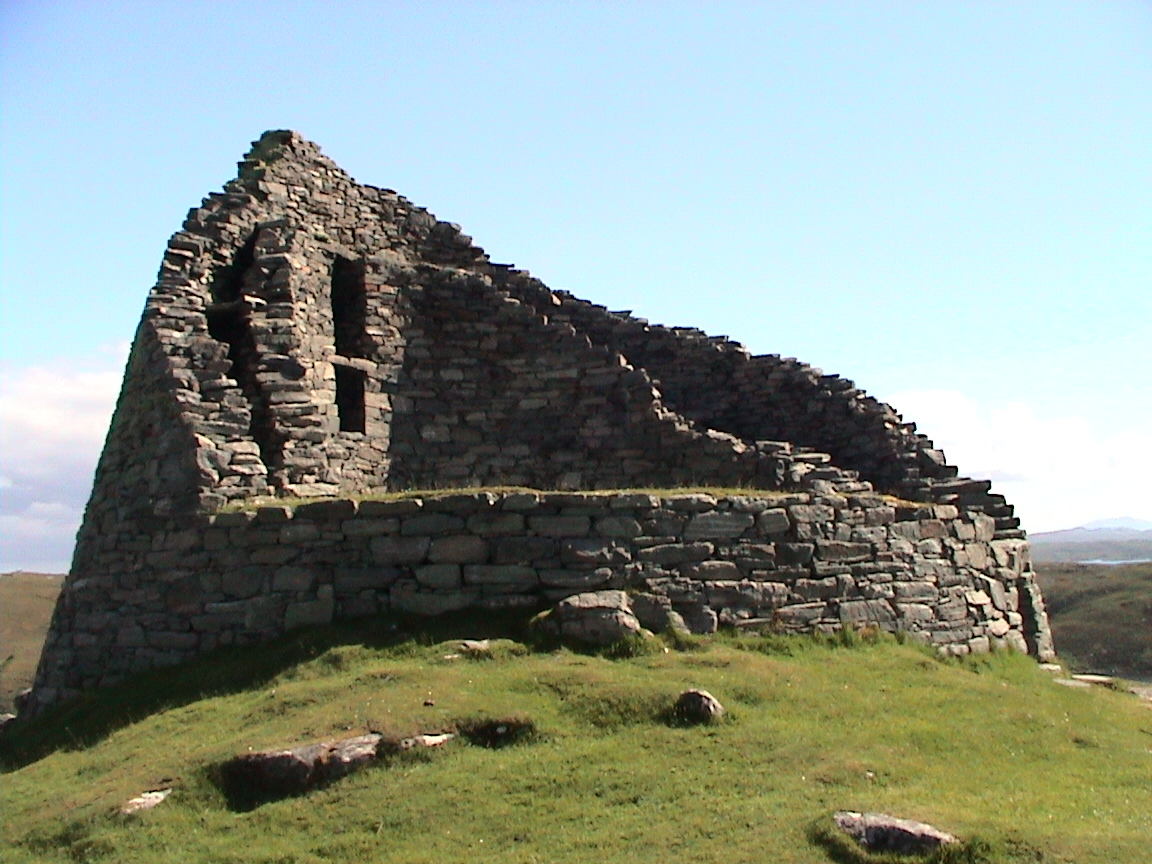
Nhà đá hình tháp tròn Dun Carloway tại Carloway, đảo Lewis, Scotland

Thời đại đồ sắt là thời kỳ chính cuối cùng trong hệ thống ba thời đại để phân loại các cộng đồng xã hội thời tiền sử, nó diễn ra sau thời đại đồ đồng. Niên đại và bối cảnh diễn ra là không đồng nhất theo từng quốc gia hay khu vực địa lý. Theo các tài liệu kinh điển, thời đại đồ sắt bắt đầu vào thế kỷ 12 TCN tại Trung Đông cổ đại, Ấn Độ cổ đại (với nền văn minh Veda hậu-Rigveda) và Hy Lạp cổ đại (với thời đại hắc ám Hy Lạp). Trong các khu vực khác của châu Âu, thời đại này bắt đầu muộn hơn nhiều. Thời đại đồ sắt bắt đầu vào thế kỷ 8 TCN tại Trung Âu và vào thế kỷ 6 TCN tại Bắc Âu. Việc sử dụng sắt, để nấu chảy và rèn thành các công cụ, đã xuất hiện tại nền văn minh Nok ở Tây Phi vào khoảng năm 1200 TCN.
Thời đại đồ sắt thông thường được coi là kết thúc tại khu vực ven Địa Trung Hải với sự bắt đầu của truyền thống lịch sử trong văn hóa cổ Hy Lạp và đế quốc La Mã, sự bắt đầu của Phật giáo và Jaina giáo tại Ấn Độ, sự bắt đầu của Khổng giáo tại Trung Quốc, hay Trung Cổ sớm tại Bắc Âu.
Thời đại đồ sắt tương ứng gần đúng với giai đoạn mà sản xuất sắt là dạng phức tạp nhất trong nghề kim khí. Độ cứng lớn, nhiệt độ nóng chảy cao của sắt cũng như sự phổ biến của các loại quặng sắt làm cho sắt trở thành đáng mong muốn hơn và "rẻ hơn" so với đồ đồng và đóng góp chủ yếu vào việc chấp nhận nó như là kim loại được sử dụng phổ biến nhất. Sự bắt đầu sử dụng sắt trong các khu vực khác nhau được liệt kê dưới đây, chủ yếu là theo trật tự niên đại. Do công việc luyện sắt đã được người châu Âu trực tiếp đưa vào châu Mỹ và Australasia, nên ở các khu vực này hoàn toàn không có thời đại đồ sắt.

## Lịch sử

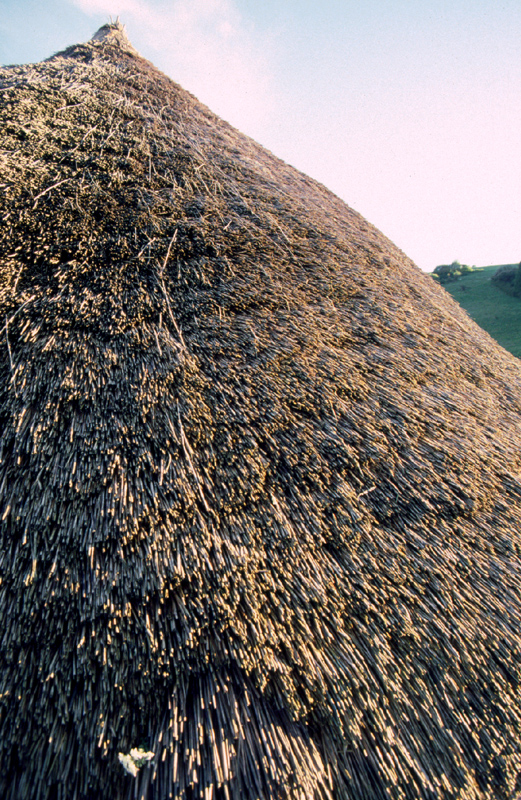
Mái lợp thời đại đồ sắt, trang trại Butser, Hampshire, Vương quốc Anh

Vào thời đại đồ đồng giữa, một lượng lớn các vật thể làm từ sắt nung chảy (có thể phân biệt được với sắt trong vẫn thạch do thiếu niken trong sản phẩm) đã xuất hiện tại Tiểu Á, Lưỡng Hà, tiểu lục địa Ấn Độ, Levant, Địa Trung Hải và Ai Cập. Tại một số khu vực, việc sử dụng chúng dường như mang tính nghi lễ, và sắt đã là một kim loại quý, đắt tiền hơn cả vàng. Một vài tài liệu cho rằng sắt đã được tạo ra ở một số nơi như là phụ phẩm của việc tinh luyện đồng như là cứt sắt và đã không được nghề luyện kim tái chế vào thời kỳ đó.
Tuy nhiên, tại Tiểu Á (Anatolia), sắt đã được sản xuất có hệ thống từ nguồn lớn chứa sắt trong các vẫn thạch, không xa từ các nguồn thời đại đồ đồng của các kim loại khác. Việc sản xuất có hệ thống và sử dụng các công cụ sắt sớm nhất có nguồn gốc tại đây. Các nghiên cứu khảo cổ gần đây tại thung lũng sông Hằng, Ấn Độ chỉ ra rằng công việc luyện sắt sớm nhất tại khu vực này có từ khoảng năm 1800 TCN. Vào năm 1200 TCN, sắt đã được sử dụng rộng rãi tại Trung Đông nhưng không thay thế cho sự sử dụng còn chiếm ưu thế của đồ đồng đỏ trong một số thời gian. Vào khoảng năm 1800 TCN, vì các lý do mà hiện tại các nhà khảo cổ vẫn chưa thể xác minh rõ, thiếc trở nên khan hiếm tại Levant, dẫn tới khủng hoảng trong sản xuất đồ đồng đỏ. Đồng dường như cũng đã thiếu hụt. Các nhóm "trộm cướp" xung quanh khu vực Địa Trung Hải, từ khoảng 1700-1800 TCN trở đi đã bắt đầu tấn công các pháo thành để tìm kiếm đồng đỏ, nhằm nấu chảy lại để sản xuất vũ khí. Tiểu Á đã từng là nguồn cung cấp đồng đỏ trong một thời gian dài, và việc sử dụng sắt tại đây (từ khoảng 2000 TCN trở đi) đã phát triển mạnh vào khoảng muộn nhất là năm 1500 TCN trong sản xuất vũ khí ưu việt hơn hẳn vũ khí từ đồng đỏ. Sản xuất sắt tại Tây Phi bắt đầu vào cùng khoảng thời gian này, và dường như là một phát minh hoàn toàn độc lập (xem công trình của Stanley J. Alpern trong History in Africa (Lịch sử châu Phi), quyển 2). Các khu vực chứa quặng sắt đã phát triển mạnh mẽ trong thiên niên kỷ cuối cùng trước công nguyên và có lẽ còn kéo dài tới tương lai. Công nghệ quân sự được đưa ra để hoàn thiện việc sử dụng sắt đến từ Assyria. Một cây gậy sắt tìm thấy năm 1902 tại Troia, có niên đại khoảng năm 1200 TCN, có lẽ đã được sản xuất tại Assyria. Trên thực tế, có thể Troia là tiền đồn của Assyria. Ở mức độ nào đó, việc buôn bán sắt giữa hai nơi này cũng đã được thiết lập vững chắc vào thời gian đó, với việc người Assyria luôn tìm cách bảo vệ bí mật sản xuất của mình.

## Trung Đông cổ đại

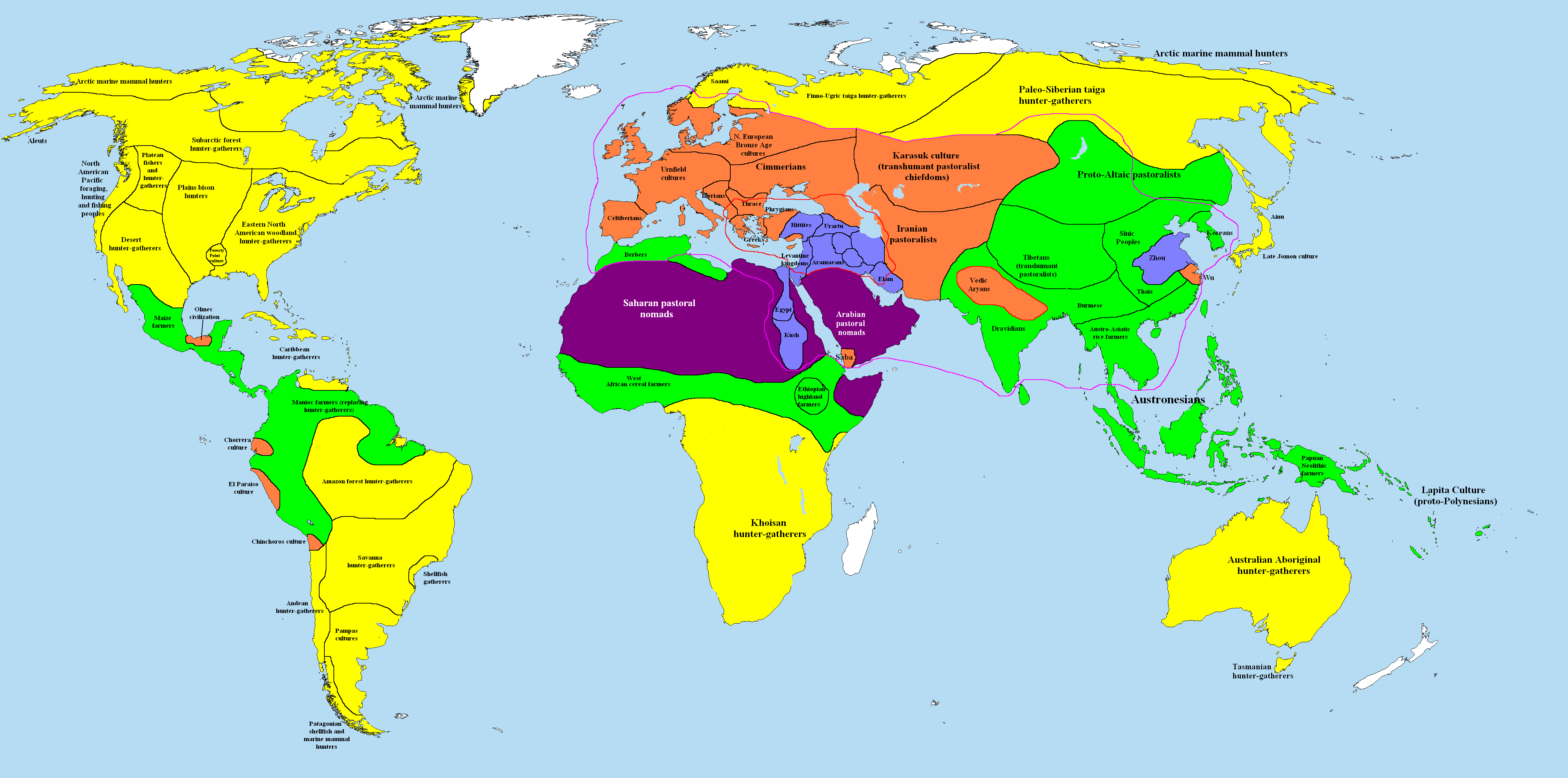
Thế giới năm 1000 TCN. Các khu vực sản xuất đồ sắt được chỉ ra với viền đỏ; sản xuất đồ đồng với viền màu hồng.

Thời đại đồ sắt tại Trung Đông cổ đại được cho là đã bắt đầu với sự phát hiện ra sắt nóng chảy và kỹ thuật rèn tại khu vực Tiểu Á hay Kavkaz vào cuối thiên niên kỷ 2 TCN (khoảng 1300 TCN). Từ đây nó đã lan truyền nhanh chóng trong cả khu vực Trung Đông và vũ khí sắt đã thay thế cho vũ khí đồng vào đầu thiên niên kỷ 1 TCN. Việc sử dụng vũ khí sắt của người Hittite được coi là nhân tố chính trong việc phát triển nhanh của đế quốc Hittite. Do khu vực mà công nghệ sắt đã phát triển đầu tiên nằm gần Aegean, nên công nghệ này đã được phổ biến tương đối sớm vào cả châu Á lẫn châu Âu, được hỗ trợ bằng sự mở rộng của đế quốc Hittite. Người Sea và có dân tộc có liên quan là người Philistin, thông thường gắn liền với sự giới thiệu công nghệ sắt vào châu Á, cũng như người Doris với cường quốc Hy Lạp cổ đại 
Vào giai đoạn từ thế kỷ 12 TCN tới thế kỷ 8 TCN, khu vực giàu quặng sắt đã tìm thấy nhất là Syria và Palestine. Đồng đỏ đã phổ biến hơn trong giai đoạn từ trước thế kỷ 12 TCN cho đến thế kỷ 10 TCN. Snodgrass, và các tác giả khác cho rằng sự thiếu hụt thiếc, kết quả của sự đổ vỡ thương mại trong khu vực Địa Trung Hải vào thời gian đó đã buộc người ta phải tìm kiếm vật liệu thay thế cho đồng đỏ. Điều này được khẳng định bằng thực tế là trong giai đoạn đó, các đồ vật bằng đồng đỏ đã được tái chế từ công cụ thành vũ khí, chỉ ngay trước khi có sự ra đời của đồ sắt.
Cũng cần lưu ý rằng giai đoạn đầu của đế quốc Assyria, người ta đã có các liên hệ thương mại với các khu vực mà ở đó công nghệ sắt đã được phát triển đầu tiên vào thời gian mà công nghệ này được hình thành và phát triển.

## Tiểu lục địa Ấn Độ
Các khu vực khảo cổ tại Ấn Độ, như Malhar, Dadupur, Raja Nala Ka Tila và Lahuradewa tại Uttar Pradesh ngày nay đã cho thấy tồn tại các công cụ bằng sắt trong giai đoạn từ 1800 TCN tới 1200 TCN. Một số học giả tin rằng vào đầu thế kỷ 13 TCN, công việc nung chảy sắt đã là một nghề ở quy mô lớn tại Ấn Độ, cho thấy niên đại của sự khởi đầu công nghệ này có thể là sớm hơn nhiều.
Vào đầu thiên niên kỷ 1 TCN đã có sự phát triển mạnh trong công nghệ luyện sắt tại Ấn Độ. Các tiến bộ công nghệ và sự tinh thông trong công nghệ luyện sắt đã thu được trong thời kỳ này. Trung tâm luyện sắt tại miền đông Ấn Độ có niên đại vào thiên niên kỷ 1 TCN
Tại miền nam Ấn Độ (ngày nay là Mysore) sắt đã xuất hiện sớm nhất vào thế kỷ 11 TCN tới thế kỷ 12 TCN; các phát triển này là quá sớm để có thể có bất kỳ sự liên hệ chặt chẽ đáng kể nào với khu vực tây bắc của nước này.
Trong Áo nghĩa thư của Ấn Độ cũng đã có các đề cập tới công việc dệt, làm gốm sứ và luyện kim
Thời kỳ Maurya tại Ấn Độ cho thấy có các tiến bộ trong công nghệ; thay đổi công nghệ này bao gồm cả luyện kim.
Có lẽ sớm nhất từ khoảng năm 300 TCN, mặc dù chắc chắn là khoảng năm 200, thì thép chất lượng cao đã được sản xuất tại miền nam Ấn Độ bằng phương thức mà sau này người châu Âu gọi là công nghệ nồi nấu. Trong hệ thống này, sắt rèn có độ tinh khiết cao, than củi và thủy tinh được trộn lẫn trong nồi nấu và nung nóng cho đến khi sắt nóng chảy và hấp thụ cacbon.

## Đông Á
Các đồ cổ bằng gang đã được tìm thấy tại Trung Quốc có niên đại sớm nhất vào thời nhà Chu trong thế kỷ 6 TCN. Nền văn hóa thời kỳ đồ sắt tại cao nguyên Tây Tạng đã gắn liền một cách không chắc chắn với nền văn hóa Dương Đồng, được miêu tả trong các thư tịch cổ Tây Tạng. Năm 1972, gần thành phố Cảo Thành (藁城) ở Thạch Gia Trang (石家庄) (hiện nay là tỉnh Hà Bắc), một chiếc búa bằng đồng đỏ mũi sắt (铁刃青铜钺), có niên đại vào khoảng thế kỷ 14 TCN đã được khai quật. Sau khi có các khảo nghiệm khoa học, người ta phát hiện ra rằng sắt được chế tạo từ aerosiderit.
Các đồ vật bằng sắt cũng đã dược đưa vào bán đảo Triều Tiên thông qua thương mại với các bộ lạc và các xã hội cấp quốc gia tại khu vực Hoàng Hải trong thế kỷ 4 TCN, vào khoảng thời kỳ kết thúc của giai đoạn Chiến Quốc, nhưng trước khi nhà Tây Hán bắt đầu (Kim 2002; Taylor 1989). Yoon cho rằng sắt đã được giới thiệu lần đầu tiên cho các bộ lạc nằm dọc các thung lũng sông ở miền bắc Triều Tiên chảy vào Hoàng Hải, như các sông Cheongcheon và Taedong (Đại Đồng) (Taylor 1989; Yoon 1989). Việc sản xuất sắt nhanh chóng diễn ra vào thế kỷ 2 TCN và các công cụ sắt đã được nông dân sử dụng vào thế kỷ 1 tại miền nam Triều Tiên (Kim 2002). Các rìu bằng gang đã biết sớm nhất tại miền nam Triều Tiên được tìm thấy trong lưu vực sông Geum (Cẩm Giang). Thời gian sản xuất sắt cũng bắt đầu tương tự khi các bộ lạc phức tạp của Tam Hàn nổi lên. Các bộ lạc này là tiền thân của các nhà nước ban đầu như Tân La, Bách Tế, Cao Câu Ly và Gia Da (Barnes 2001; Taylor 1989). Các thỏi sắt là đồ táng quan trọng và chỉ ra sự giàu có hay thanh thế của người đã chết trong thời kỳ này (Lee 1998).

## Châu Âu
Công việc luyện sắt đã được giới thiệu vào châu Âu vào khoảng năm 1000 TCN, có lẽ từ Tiểu Á và lan tỏa chậm chạp về phía bắc và phía tây trong vòng khoảng 500 năm.

### Đông Âu
Dấu hiệu sớm nhất trong thiên niên kỷ 1 TCN về thời đại đồ sắt là tại Đông Âu. Trên các thảo nguyên ven Hắc Hải và biển Caspi cũng như khu vực Kavkaz, thời đại đồ sắt bắt đầu với các nền văn hóa Koban, Chernogorovka và Novocherkassk từ khoảng năm 900 TCN. Vào khoảng năm 800 TCN, nó đã lan tỏa tới Hallstatt C thông qua cái được coi là sự di cư "Thrace-Cimmeria".
Cùng với các nền văn hóa Chernogorovka và Novocherkassk, trên lãnh thổ của các nước Nga và Ucraina cổ thì thời đại đồ sắt ở mức độ đáng kể gắn liền với người Scythia, những người đã phát triển nền văn hóa đồ sắt từ thế kỷ 7 TCN. Phần lớn các dấu tích còn lại trong sản xuất đồ sắt và công nghiệp luyện kim đen của họ có từ thế kỷ 5 TCN tới thế kỷ 3 TCN đã được tìm thấy gần Nikopol ở Kamenskoe Gorodishche, được coi là khu vực luyện kim chuyên môn hóa của người Scythia cổ đại .
Từ nền văn hóa Hallstatt, thời đại đồ sắt đã lan tỏa về phía tây với sự bành trướng của người Celt từ thế kỷ 6 TCN. Tại Ba Lan, thời đại đồ sắt đến vào cuối văn hóa Lusatia trong khoảng thế kỷ 6 TCN, tiếp theo trong một số khu vực của nền văn hóa Pomerania.
Các quy kết sắc tộc của nhiều nền văn hóa thời đại đồ sắt đã bị tranh cãi mạnh, do nguồn gốc của người Đức, người Balt và người Slav đều được tìm thấy trong khu vực này.

### Trung Âu
Tại Trung Âu, thời đại đồ sắt nói chung được chia ra thành thời đại đồ sắt sớm của nền văn hóa Hallstatt (HaC và HaD, 800 TCN-450 TCN) và thời đại đồ sắt muộn của nền văn hóa La Tène (bắt đầu khoảng 450 TCN). Thời đại đồ sắt kết thúc với sự xâm lăng của người La Mã.

### Ý
Tại Ý, thời đại đồ sắt có lẽ đã được nền văn hóa Villanova đưa vào, nhưng nền văn hóa này lại được coi là nền văn hóa thời đại đồ đồng, trong khi nền văn minh Etrusci kế tiếp lại được coi như là một phần của thời đại đồ sắt thật sự. Thời đại đồ sắt Etrusci sau đó đã kết thúc với sự nổi lên và xâm lăng của Cộng hòa La Mã, đã xâm chiến thành phố cuối cùng của Etrusci là Velzna vào năm 265 TCN.

### Quần đảo Anh
Tại khu vực quần đảo Anh, thời đại đồ sắt kéo dài từ khoảng thế kỷ 5 TCN cho tới khi người La Mã xâm chiếm và kéo dài tới tận thế kỷ 5 tại các khu vực không bị La Mã hóa. Các công trình phòng thủ có niên đại từ thời kỳ này thường là rất ấn tượng, ví dụ các nhà đá hình tháp tròn tại miền bắc Scotland và các pháo đài trên đồi rải rác trên toàn bộ quần đảo.

### Bắc Âu
Thời đại đồ sắt được chia thành Thời đại đồ sắt tiền La Mã và Thời đại đồ sắt La Mã. Nó diẽn ra theo sự di cư của con người. Miền bắc Đức và Đan Mạch đã chủ yếu là nền văn hóa Jastorf, trong khi nền văn hóa của nửa miền nam bán đảo Scandinavia đã chủ yếu là những gì rất giống với thời đại đồ sắt Gregan.
Sản xuất sắt thời kỳ đầu tại Scandinavia thông thường có liên quan tới việc thu lượm sắt đầm lầy. Bán đảo Scandinavia, Phần Lan và Estonia có sản xuất sắt ở quy mô nhỏ từ rất sớm, nhưng việc xác định niên đại xa hơn nữa thì hiện tại là không thể. Nó dao động trong khoảng từ 3000 TCN-1000. Điều này gắn liền với phần phi-Đức của Scandinavia. Công việc chế biến kim loại và đồ sứ amiăng-gốm ở một mức độ nào đó là đồng thời tại Scandinavia do khả năng của đồ sứ trong việc chống và giữ lại nhiệt. Quặng sắt được sử dụng được cho là cát sắt (như đất đỏ), do hàm lượng phosphor cao của nó có thể được nhận ra trong xỉ. Chúng đôi khi được tìm thấy cùng với các rìu sứ amiăng thuộc về nền văn hóa Ananjino. Sứ amiăng-gốm vẫn là một bí ẩn, do có các bình, chậu, chai, lọ đoạn nhiệt khác mà chưa rõ dùng làm gì.

## Châu Phi hạ Sahara
Nền văn minh Nok là khu vực nung chảy sắt đầu tiên tại Tây Phi trước năm 1000 TCN. Luyện sắt và đồng còn lan tỏa về phía nam thông qua lục địa, tới tận khu vực Cape vào khoảng năm 200. Việc sử dụng rộng rãi sắt đã cách mạng hóa các cộng đồng người Bantu làm nông nghiệp, giúp họ loại bỏ các cộng đồng vẫn còn sử dụng các công cụ bằng đá trong săn bắn và hái lượm mà họ trạm chán khi họ mở rộng việc trồng cấy xa hơn về phía các xavan. Ưu thế công nghệ của người Bantu đã lan tỏa dọc theo miền nam châu Phi, giúp họ trở thành giàu có và hùng mạnh hơn, họ đã sản xuất sắt để làm công cụ và vũ khí ở quy mô công nghiệp lớn.

## Trích dẫn
1. 1 2 3  Duncan E. Miller và N.J. Van Der Merwe, 'Early Metal Working in Sub Saharan Africa' Journal of African History 35 (1994) 1-36; Minze Stuiver và N.J. Van Der Merwe, 'Radiocarbon Chronology of the Iron Age in Sub-Saharan Africa' Current Anthropology 1968.
2. 1 2 3  "The origins of Iron Working in India: New evidence from the Central Ganga plain and the Eastern Vindhyas by Rakesh Tewari (Director, U.P. State Archaeological Department)" (PDF). Bản gốc (PDF) lưu trữ ngày 5 tháng 12 năm 2021. Truy cập ngày 19 tháng 5 năm 2007.
3. ↑  Jane. C. Waldbaum (1978), "From Bronze to Iron. Vol. Studies in Mediterranean Archaeology" (LIV. Paul Astroms Forlag, Goteburg.)
4. ↑  John Collis (1989), "The European Iron Age". (Tái bản B. T. Batsford, London.)
5. ↑  Leonard R. Palmer (1980), "Mycenaeans and Minoans: Aegean Prehistory in the Light of the Linear B Tablets" (Finds of Iron Early examples and distribution of non precious metal finds.
6. ↑  A.M.Snodgrass (1967), "Arms and Armour of the Greeks". (Thames & Hudson, London)
7. ↑  A. M. Snodgrass (1971), "The Dark Age of Greece" (Nhà in Đại học Edinburgh, Edinburgh).
8. 1 2  Early Antiquity By I. M. Drakonoff. Phát hành năm 1991. Nhà in Đại học Chicago. ISBN 0-226-14465-8. trang 372
9. ↑  Upanisads By Patrick Olivelle. Phát hành năm 1998. Nhà in Đại học Oxford. ISBN 0-19-283576-9. trang XXIX
10. ↑  The New Cambridge History of India của J. F. Richards, Gordon Johnson, Christopher Alan Bayly. Phát hành năm 2005. Nhà in Đại học Cambridge. ISBN 0-521-36424-8. trang 64
11. ↑  Juleff, 1996
12. ↑  Đại Bách khoa toàn thư Liên Xô, ấn bản lần thứ 3, mục từ "Железный век", có trực tuyến tại đây[liên kết hỏng]
13. ↑  Christian D. A: History of Russia, Central Asia and Mongolia, Nhà xuất bản Blackwell, 1998, trang 141, có trực tuyến tại đây